# Chiesa di Santa Cecilia (Parma)
La chiesa di Santa Cecilia era un luogo di culto cattolico dalle forme gotiche, parzialmente distrutto in seguito alla soppressione napoleonica del 1808; ne sopravvivono la facciata e il lato sinistro, visibili nei guasti di Santa Cecilia a Parma, nell'omonima provincia.

## Storia

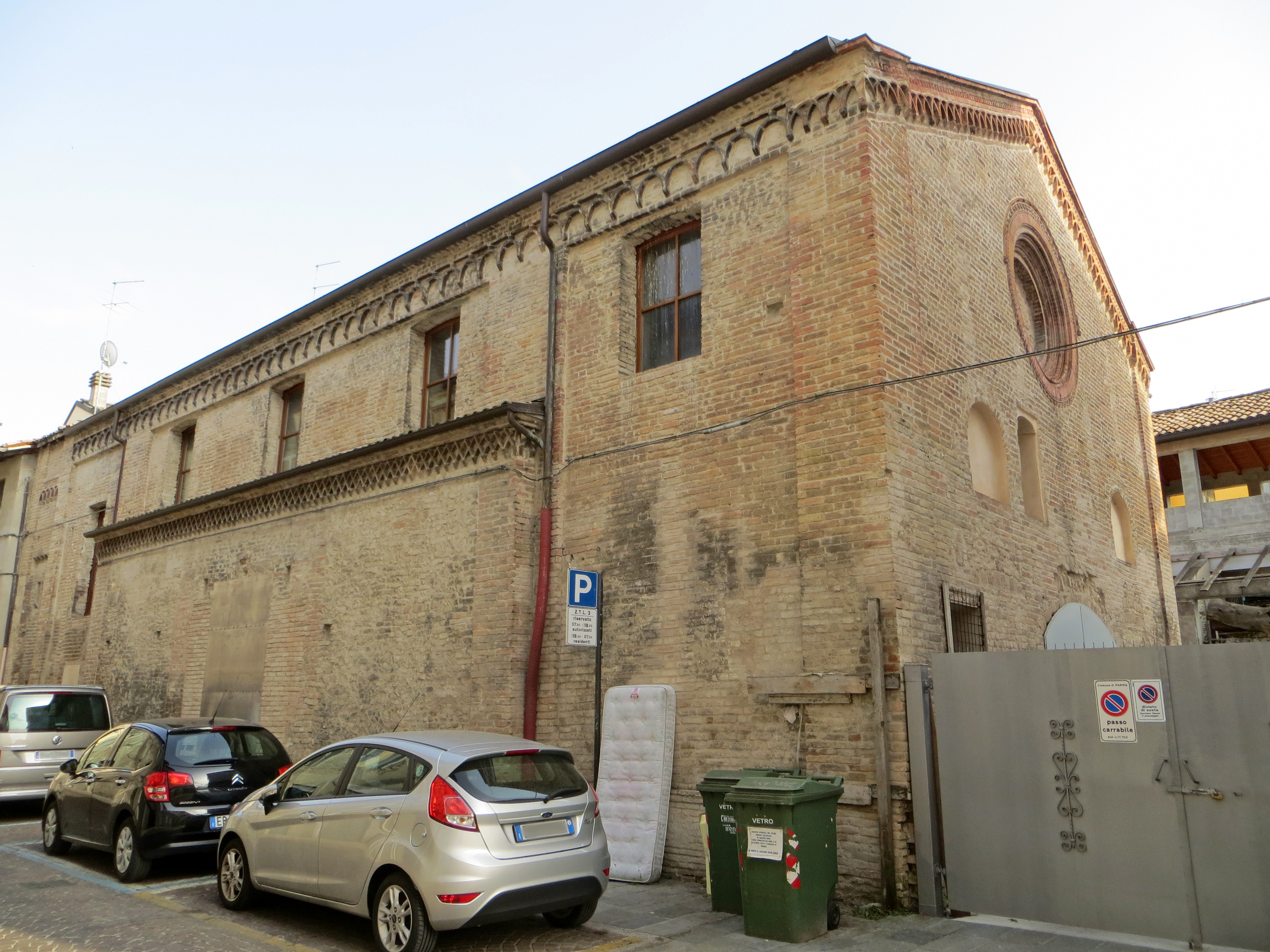
Facciata e lato nord

Santa Cecilia fu fatta costruire nel 1196 dal cardinale legato Pietro Diana di Piacenza come succursale della chiesa parrocchiale dei Santi Gervaso e Protaso, ormai insufficiente ad accogliere i fedeli.
La fondazione fu confermata con bolla di papa Celestino III che diede alla chiesa il titolo di rettoria.
La parrocchia di Santa Cecilia fu soppressa dal vescovo Francesco Caselli il 19 novembre 1808 e la chiesa fu sconsacrata e adibita a usi civili.
La chiesa era a pianta rettangolare, a navata unica e con cinque cappelle. Conservava dipinti di Paolo Ferrari, Giuseppe Peroni e Giovanni Lanfranco (una Madonna con Bambino tra le sante Maria Egiziaca e Margherita, ora nel museo di Capodimonte a Napoli).
Della chiesa restano visibili un muro laterale e la facciata con l'ampio rosone gotico.